# Hawaiʻi State Route 1970
Die Hawaiʻi State Route 1970 ist eine kurze Straße nördlich des Hilo International Airport auf der Insel Hawaiʻi im gleichnamigen US-Bundesstaat.

## Verlauf
Die nur rund eine Meile (1,6 Kilometer) lange Strecke beginnt und endet auf der State Route 19 und verläuft durch ein Industriegebiet in Hilo. Dabei führt der erste Abschnitt als Fortsetzung der Kamehameha Avenue in östlicher Richtung weiter, bevor der Verlauf der Startbahn 3/21 des Flughafens eine Wendung nach Norden bedingt. In diesem Abschnitt ist der Name der Straße Silva Street. 
Der westliche Terminus – als Abzweig von der Kalanianaʻole Avenue – liegt unmittelbar hinter der Kreuzung mit dem State Route 11, am östlichen Ende endet auch die State Route 19. 